# Como (tỉnh)
Como (tiếng Ý: Provincia di Como) là một tỉnh ở phía bắc vùng Lombardy của Ý và giáp tổng Ticino và Grigioni của Thụy Sĩ về phía bắc, các tỉnh của Ý: Sondrio và Lecco về phía đông, tỉnh Milano về phía nam và tỉnh Varese về phía tây. Thành phố Como là tỉnh lỵ, các thị xã khác có Cantù, Erba, Mariano Comense, và Olgiate Comasco. 
Tại thời điểm ngày 31 tháng 5 năm 2005, các đô thị chính xếp theo dân số là:
| Đô thị          | Dân số |
| --------------- | ------ |
| Como            | 83.144 |
| Cantù           | 37.870 |
| Mariano Comense | 21.844 |
| Erba            | 16.874 |
| Olgiate Comasco | 10.893 |
| Lurate Caccivio | 10.052 |
| Cermenate       | 8.772  |
| Fino Mornasco   | 8.748  |
| Turate          | 8.389  |
| Lomazzo         | 8.329  |
| Inverigo        | 8.280  |
| Mozzate         | 7.494  |
| Appiano Gentile | 7.236  |
| Cabiate         | 7.100  |
| Cernobbio       | 7.036  |